# Cláudio Pitbull
Cláudio Mejolaro, meglio noto come Cláudio Pitbull (Porto Alegre, 8 gennaio 1982), è un ex calciatore brasiliano, di ruolo attaccante.

## Carriera
Ha giocato nella prima divisione brasiliana ed in quella portoghese.

## Palmarès

### Club

#### Competizioni nazionali
- Coppa del Brasile: 1

Gremio: 2001
- Coppa di Lega portoghese: 1

Vitória Setúbal: 2007-2008

#### Competizioni statali
- Campionato Gaucho: 2

Gremio: 1999, 2001
- Campionato Baiano: 1

Bahia: 2012

#### Competizioni internazionali
- AFC Champions League: 1

Al-Ittihad: 2005
- Champions League araba: 1

Al-Ittihad: 2005